# Königreich Albanien

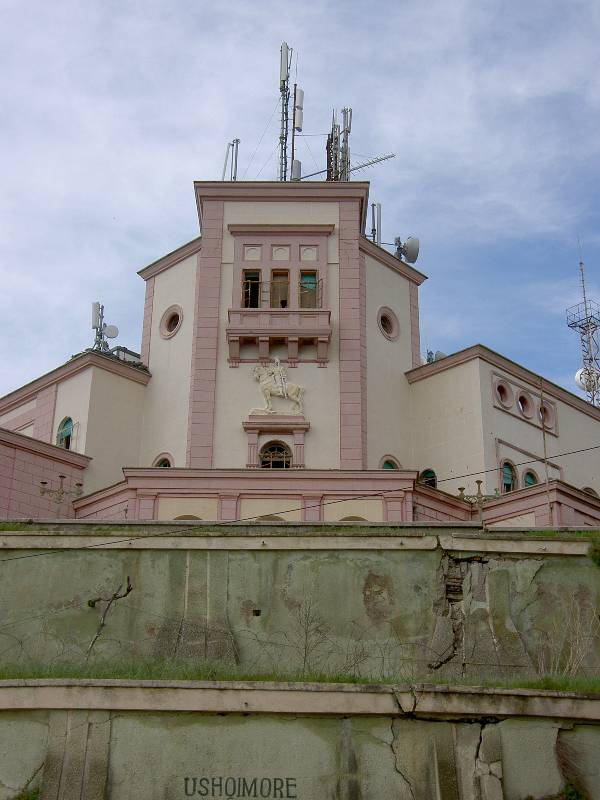
Der Palast von König Zogu in der Hafenstadt Durrës

| Nationalflagge des Königreiches Albanien 1928–1939 · Nationalflagge des Königreiches Albanien 1939–1943 · Nationalflagge des Königreiches Albanien 1943–1944 | Wappen des Königreiches Albanien 1928–1939 · Wappen des Königreiches Albanien 1939–1943 · Wappen des Königreiches Albanien 1943–1944 |
| Flagge | Wappen |

| ← | Navigation | → |

Das Königreich Albanien (früher offiziell albanisch Mbretnija Shqiptare; italienisch Regno albanese, wörtlich Albanisches Königreich) bestand vom 1. September 1928 bis ins Jahr 1944. Vom 7. April 1939 bis 1943 war das Königreich Albanien in Personalunion mit dem Königreich Italien vereint und war nach der Kapitulation Italiens bis 1944 von deutschen Truppen besetzt.

## Gründung
Als Albanien vom Osmanischen Reich infolge des Ersten Balkankrieges unabhängig wurde, wurde es als Fürstentum begründet, das bis 1925 bestand. Die ersten Parlamentswahlen erfolgten im Februar und März 1921, worauf mehrere instabile Regierungen ohne Einfluss folgten. Im Dezember 1924 putschte sich Ahmet Zogu mit jugoslawischer Hilfe an die Macht, woraufhin er das Kloster Sveti Naum am Ohridsee an das Königreich Jugoslawien übergab. Das Kloster gehört heute zu Nordmazedonien. Am 15. Januar 1925 ließ Ahmet Zogu das Fürstentum durch das Parlament zur Republik Albanien umwandeln und er selbst wurde am 31. Januar 1925 zum Präsidenten gewählt. Die Republik bestand bis zum 1. September 1928, als Ahmet Zogu die Republik abschaffte und sich selbst zum König der Albaner krönte. Dies sollte eine Restauration der Herrschaft des albanischen Nationalhelden Skanderbeg aus dem 15. Jahrhundert darstellen.

## Entwicklung

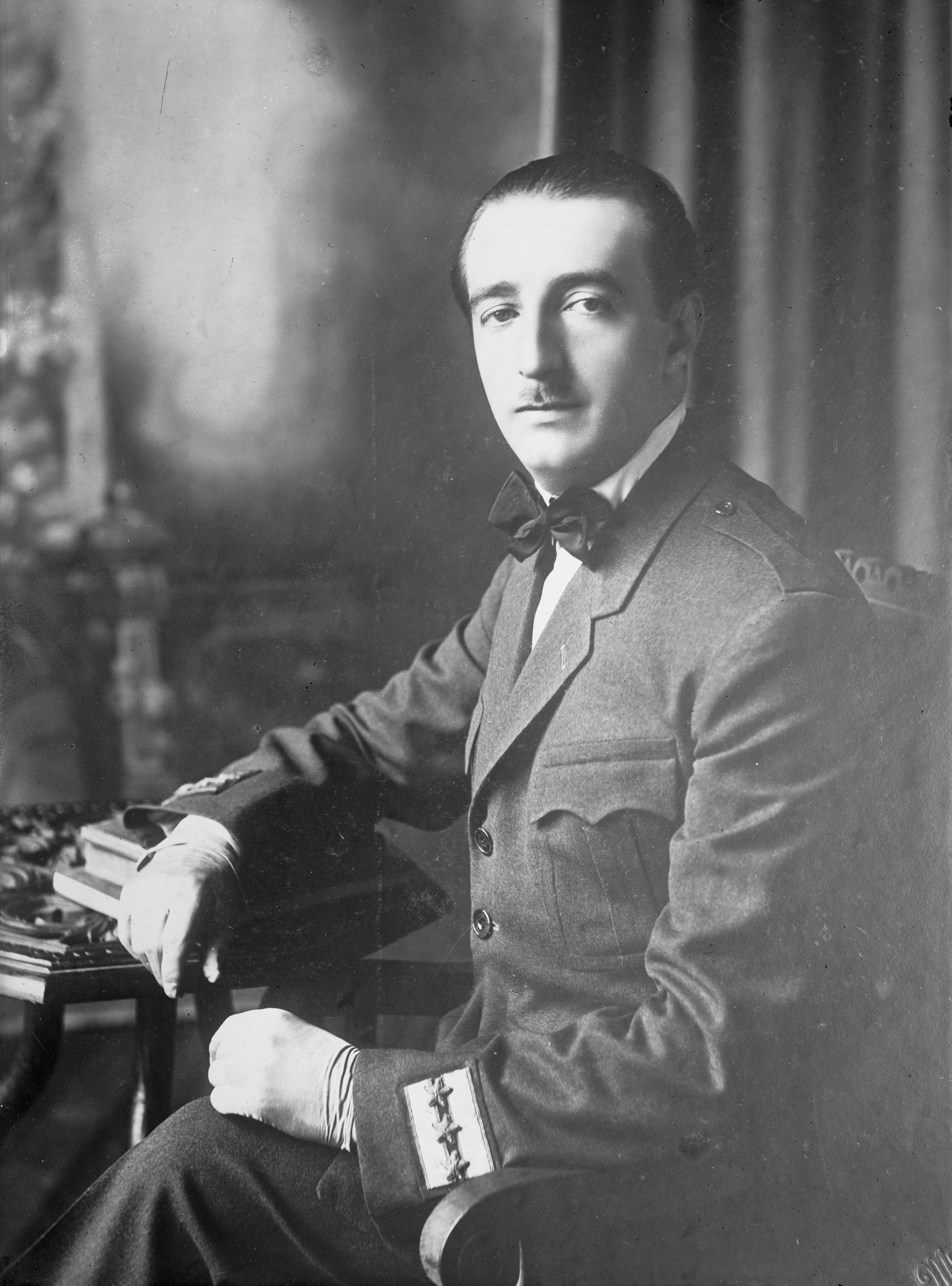
König Ahmet Zogu (1928–1939)

Zogu beendete die enge Bindung zum nördlichen Nachbarn Jugoslawien und suchte nach Kreditgebern für seine Regierung. Bei den europäischen Großmächten stieß er jedoch auf wenig Interesse. Italien sah darin die Möglichkeit, seinen Einfluss auf Albanien und den restlichen Balkan auszudehnen. Durch den Abschluss der beiden Tiranapakte vom 27. November 1926 und vom 22. November 1927 erlangte Italien eine weitgehende Kontrolle über die Wirtschaft und die Rohstoffe Albaniens. Albanien gelangte immer mehr in Abhängigkeit zu Italien und konnte sich vom Nachbarn auch nicht mehr lösen.

## Auflösung

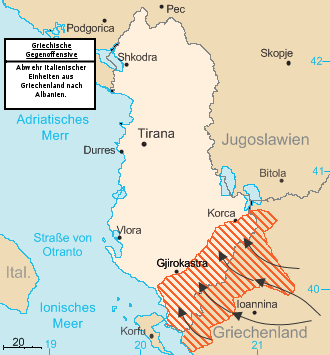
Die Zurückdrängung italienischer Truppen durch griechische Einheiten auf das Gebiet Albaniens 1940

Benito Mussolini hatte seit seinem Amtsantritt Expansionspläne auf dem Balkan; seit Mai 1938 hatte er konkrete Invasionspläne für Albanien. Er sah nach dem Anschluss Österreichs die Gefahr, dass Hitler in Südosteuropa expandieren könnte. Hitler hatte am 12. März 1938 den Anschluss Österreichs inszeniert und am 15. März 1939 die Tschechoslowakei besetzen lassen („Zerschlagung der Rest-Tschechei“). Hitler hatte Mussolini nicht über die Zerschlagung der Rest-Tschechei informiert, obwohl die beiden sich zwei Tage zuvor persönlich getroffen hatten. Laut eines Tagebucheintrags von Außenminister Galeazzo Ciano war Mussolini darüber deutlich verärgert.
Viktor Emanuel III. sah in Mussolinis Expansionsplan auf dem Balkan ein zu hohes Risiko und kritisierte ihn. Dennoch stellte Mussolini Zogu am 25. März 1939 ein Ultimatum. Nachdem dieser abgelehnt hatte, Albanien unter noch größere Abhängigkeit von Italien zu stellen, fielen am 7. April 1939 italienische Truppen in Albanien ein und besetzten das Land fünf Monate vor dem Ausbruch des Zweiten Weltkrieges. König Zogu floh mit seiner Frau Geraldine von Apponyi und seinem Sohn Leka Zogu nach Griechenland. Am 12. April 1939 stimmte das albanische Parlament für die Vereinigung mit dem Königreich Italien. Albanien wurde in ein italienisches Protektorat umgewandelt und Viktor Emanuel III. in Personalunion unterstellt. Die Italiener installierten eine faschistische Regierung unter dem konservativen Shefqet Vërlaci, der bereits 1924 kurz Ministerpräsident gewesen war. Am 3. Dezember 1941 wurde Shefqet Vërlaci entlassen und durch Mustafa Kruja ersetzt.
Die italienische Oberhoheit akzeptierte den albanischen Irredentismus und schloss dem Land Teile Kosovos, Nordmazedoniens, Montenegros und Serbiens an, die von Albanern bewohnt wurden. Unter den albanisch-italienischen Faschisten konnte der albanische Nationalismus in vielen Aspekten seine Ziele erreichen. Am 28. Oktober 1940 bildete Albanien die Ausgangsbasis für den italienischen Überfall auf Griechenland.

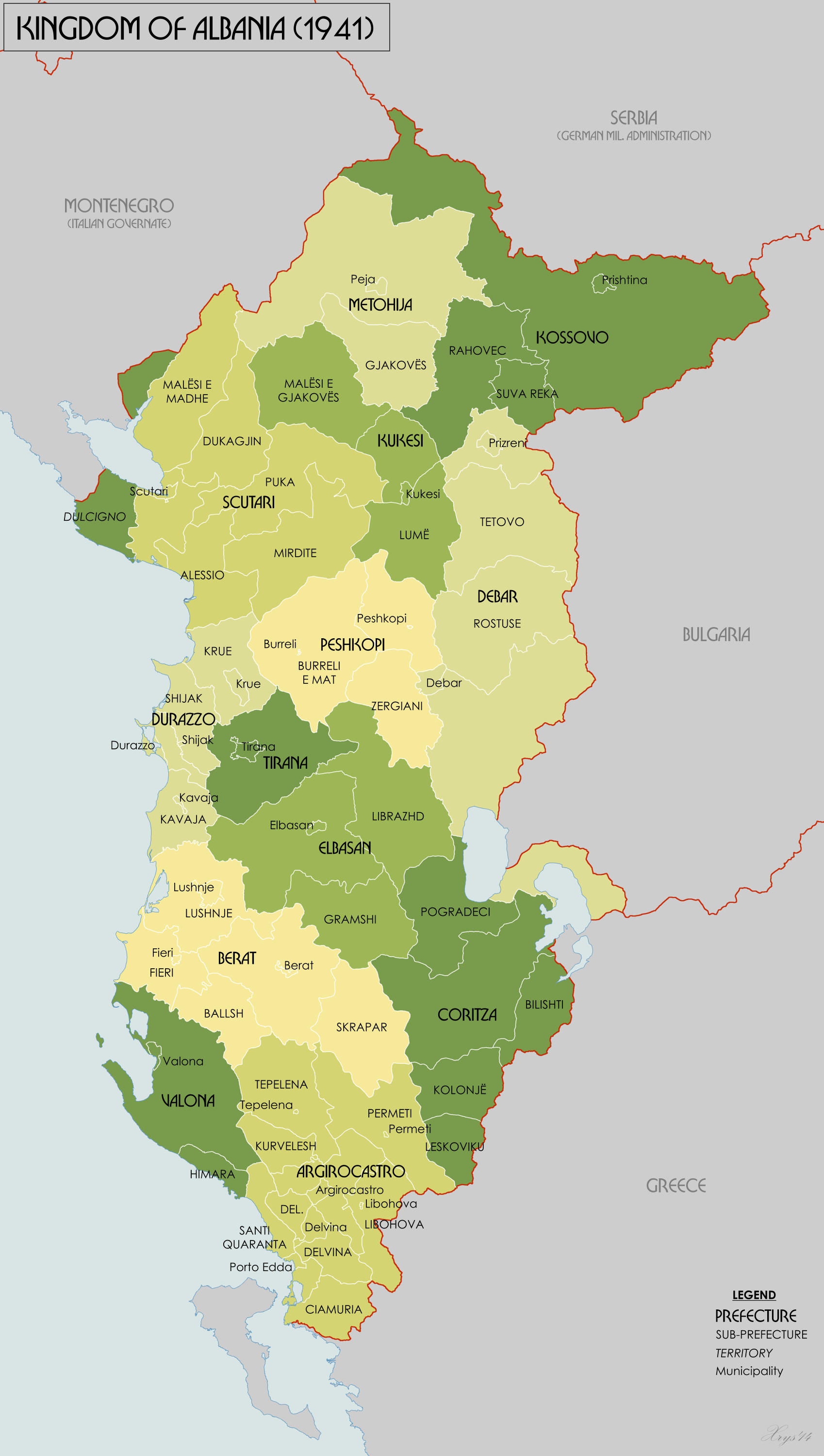
Verwaltungsgliederung Albaniens 1941 nach dem Balkanfeldzug

Als Italien am 3. September 1943 mit den Alliierten den Waffenstillstand von Cassibile schloss, besetzte Deutschland Albanien bis November 1944. Albanien durfte sich jedoch unabhängig erklären, wurde als neutral betrachtet und noch im September 1943 von Deutschland anerkannt. Dennoch gab es nebst dem Generalkonsul einen deutschen bevollmächtigten General in Albanien, eine militärische Verwaltung, einen Sonderbevollmächtigten des Auswärtigen Amtes sowie einen Beauftragten für Wirtschaft und Finanzen, die alle direkt auf die Verhältnisse in Albanien Einfluss nahmen.

## Nachwirken
Nach der Vertreibung der Wehrmacht durch Partisanen 1944 und dem Ende des Zweiten Weltkrieges übernahmen Kommunisten die Macht im Land und installierten eine stalinistische Regierung.
Zwar verzichtete Zogu nie auf den Thron, kehrte aber auch nicht nach Albanien zurück. Zogu wurde die Einreise verweigert und er musste den Rest seines Lebens im Exil in Griechenland und anschließend in Paris verbringen, wo er 1961 starb. Dort nahm sein Sohn Leka Zogu im selben Jahr den Titel Leka I. König der Albaner an. Er kehrte 1993, nach dem Sturz des kommunistischen Systems, nach Albanien zurück, wo er die Angliederung albanischer Gebiete und ein Referendum zur künftigen Staatsform ankündigte. Die Albaner entschieden sich jedoch für die Beibehaltung der Republik, was Leka nicht anerkannte. Sein Sohn Leka Anwar Zogu Reza lebt als anerkannte Persönlichkeit in Tirana.